# Giulio Gaudini
Giulio Gaudini (Roma, 28 de setembro de 1904 – 6 de janeiro de 1948) foi um esgrimista italiano, tricampeão olímpico.
Giulio Gaudini representou seu país nos Jogos Olímpicos de Verão de 1924 a 1936. Conseguiu a medalha de ouro Florete individual, e duas vezes no florete equipe.